# Energetske transformacije
U fizici, pod pojmom energija, opisuje se količina rada koja potencijalno može biti izvršena silom ili brzinom (kinetička energija) ili razlikom visina (potencijalna energija) unutar sustava bez obzira na ograničenja u transformaciji nametnuta entropijom. Promjene u ukupnoj energiji sustava mogu se postići dodavanjem ili oduzimanjem energije, jer je energija količina koja je sačuvana, prema prvom zakonu termodinamike. Prema teoriji relativnosti, promjene u energiji sustava će također podudarati s promjenama mase sustava, te ukupan iznos mase sustava je mjerilo njegove energije. 
Energija sustava može biti transformirana tako da se nalazi u različitom stanju. Energija koja se nalazi u mnogim različitim stanjima može biti iskorištena za obavljanje različitih vrsta fizičkih radova. Energija se može pretvoriti u oblik koji je potreban u drugom prirodnom procesu ili stroju te da omogući pružanje usluga društvu (kao npr. grijanje, rasvjeta, kretanje). Energija fosilnih goriva, sunčevog zračenja ili nuklearnog goriva može biti pretvorena u drugi oblik energije poput električne, mehaničke ili toplinske koje su nam potrebnije pa se stoga koriste strojevi za pretvorbu energije. Na primjer, motor s unutarnjim izgaranjem pretvara potencijalnu  kemijsku energiju goriva i zraka u mehaničku energiju koja omogućava gibanje vozila. Solarni članak pretvara sunčevu energiju u električnu energiju kojom se pali svjetlo ili napaja računalo. Energetske transformacije su bitne pri primjeni energetskih koncepata u raznim prirodoslovnim znanostima kao što su biologija, kemija, geologija, kozmologija.
Opći naziv za uređaj koji pretvara energiju iz jednog oblika u drugi je pretvornik (pretvarač).
Stupanj korisnosti stroja okarakteriziran je vrijednošću izlazne jedinice koja je dobivena u samom procesu pretvorbe. Općenito, većina vrsta energije se može pretvoriti u bilo koji drugi oblik energije, s teoretskom učinkovitosti od 100%.
Postoje ograničenja u učinkovitosti kojom toplinska energija može biti pretvorena u druge vrste energije, jer s protokom vremena ukupna entropija termički zatvorenog sustava koji nije u termodinamičkoj ravnoteži uvijek raste, težeći da dosegne najveću moguću vrijednost. Takva energija se ponekad smatra „degradiranom energijom“ jer nije u potpunosti iskoristiva (Perpetuum mobile druge vrste nije moguć). Drugi zakon termodinamike tvrdi da toplinska energija u sustavu može biti pretvorena u druge vrste energije s učinkovitostima koja se približavaju vrijednostima od 100%. To se događa samo ako se entropija svemira povećava drugim načinima, kako bi nadoknadila smanjenje entropije povezano s pretvorbom toplinske energije. Inače, samo se dio toplinske energije može pretvoriti u druge vrste energije (a time, u koristan rad), jer ostatak topline mora biti rezerviran za prenošenje prema toplinskom spremniku niže temperature, na takav način da je povećanje entropije za taj proces više nego dovoljno da kompenzira smanjenje entropije povezano s transformacijom ostatka topline u druge vrste energije tako što će ukupni prirast entropije biti jednak nuli ili veći od nule.

## Povijest energetskih transformacija iz ranog svemira
Energetske transformacije u svemiru tijekom vremena su (općenito) okarakterizirane različitim vrstama energije koje postoje od velikog praska, koje su kasnije pretvorene u aktivnije vrste energije kao što kinetička energija ili energija zračenja, kada se pojavio početni mehanizam. Direktna transformacija energije se dogodila kada se vodik nastao u velikom prasku sakupljao u strukture kao što su planeti, u procesu tijekom kojeg potencijal gravitacije može biti pretvoren izravno u toplinu. U Jupiteru, Saturnu, Neptunu je na primjer, takva toplina koja je nastala konstantnim kolapsom njihovih plinovitih atmosfera, nastavila je upravljati njihovim vremenskim sustavom, atmosferskim vjetrovima i snažnim olujama.
Poznati primjeri sličnih procesa pretvaranja energije iz velikog praska uključuju nuklearno raspadanje, u kojem je oslobođena energija koja je prvobitno bila „pohranjena“ u teškim izotopima kao što su uranij i torij. Ova energija je pohranjena u vrijeme nukleosinteze tih elemenata. Taj proces u konačnici koristi potencijalnu gravitacijsku energiju koja je oslobođena iz gravitacijskog kolapsa supernove da bi pohranila energiju stvaranja teških elemenata prije nego što su bili uključeni u Sunčev sustav i Zemlju. Ova energija u uraniju je pokrenula nuklearno fisijske bombe. Također, slične pohranjene energije u atomskim jezgrama su oslobođene tijekom većine vrsta radioaktivnog raspada. U sporijem procesu, toplina iz spontanog radioaktivnog raspada atoma u Zemljinoj jezgri se oslobađa. Oslobođena toplina može podići planine preko tektonskih ploča i orogeneze. Ovo sporo podizanje terena predstavlja svojevrsni spremnik potencijalne gravitacijske energije, koja može biti oslobođena kao aktivna kinetička energija u klizištima, nakon pokrenutog procesa. Potresi također oslobađaju pohranjenu elastičnu potencijalnu energija u stijenama, koja je bila proizvedena u konačnici iz istog radioaktivnog izvora topline. Tako su, prema današnjem razumijevanju, poznati događaji kao što su klizišta i potresi oslobađali energiju koja je bila pohranjena kao potencijalna energija u Zemljinom gravitacijskom polju ili elastičnima deformacijama (mehanička potencijalna energija) u stijenama. Prije toga, energija zastupljena u ovim događajima je bila pohranjena u teškim atomima, još od vremena kada su potencijali gravitacije pretvarali energiju kolapsa dugo razaranih zvijezda te stvorili atome i pohranili energiju u njima.
Kroz sve ove lance transformacije, pohranjena potencijalna energija za vrijeme velikog praska je kasnije oslobođena u prijelaznim događajima te se ponekad pohranjivala na razne načine tijekom vremena između tih oslobađanja, kao aktivnija energija. Kroz sve te događaje, jedan oblik energije je pretvoren u drugi oblik, uključujući toplinu.

## Primjeri skupova energetskih pretvorbi u strojevima
Na primjer, kod elektrane na ugljen se događaju sljedeće transformacije energije: 
1. Kemijska energija u ugljenu pretvara se u toplinsku energiju
2. Toplinska energija se pretvara u kinetičku energiju u obliku pare
3. Kinetička energija se pretvara u mehaničku u turbini
4. Mehanička energija turbine se pretvara u električnu energiju

U takvom sustavu, posljednji korak je gotovo idealno učinkovit, prvi i drugi korak je vrlo učinkovit dok je treći korak relativno neučinkovit. Najučinkovitija elektrana može ostvariti stupanj djelovanja od 50%.

## Druge energetske transformacije
Postoje mnogi različiti strojevi i pretvarači energije koji pretvaraju jedan oblik energije u drugi. Kratka lista primjera:
- Geotermalna energija (Toplina→ Električna energija)
- Motor s unutarnjim izgaranjem (Toplina → Mehanička energija)
- Oceanska termalna energija (Toplina → Električna energija)
- Hidroelektrane (Potencijalna energija → Električna energija)
- Električni generator (Kinetička energija ili Mehanički rad →  Električna energija)
- Gorivi članak (Kemijska energija → Električna energija)
- Baterija (Kemijska energija→ Električna energija)
- Vatra (Kemijska energija → Toplina i Svjetlosna energija)
- Električna lampa (Električna energija → Toplina i Svjetlosna energija)
- Mikrofon (Zvuk → Električna energija)
- Energija valova (Mehanička energija → Električna energija)
- Vjetrenjača (Energija vjetra → Električna energija ili Mehanička energija)
- Trenje (Kinetička energija → Toplina)
- Termoelektrični generator (Toplina → Električna energija)